# Crotalaria steudneri
Crotalaria steudneri är en ärtväxtart som beskrevs av Georg August Schweinfurth. Crotalaria steudneri ingår i släktet sunnhampor, och familjen ärtväxter. Inga underarter finns listade i Catalogue of Life.